# NOM-011-STPS-2001
NOM-011-STPS-2001 es una norma oficial mexicana de la Secretaría del Trabajo y Previsión Social que establece las condiciones de seguridad e higiene en los centros de trabajo donde se genere ruido que por sus características, niveles y tiempo de acción, sea capaz de alterar la salud de los trabajadores; los niveles máximos y los tiempos máximos permisibles de exposición por jornada de trabajo, y la implementación de un programa de conservación de la audición. La norma fue publicada en el Diario Oficial de la Federación el 17 de abril de 2002 estableciendo un plazo de sesenta días naturales para su entrada en vigor por lo que comenzó su vigencia el 17 de junio del mismo año.